# Banisia flavidiscalis
Banisia flavidiscalis är en fjärilsart som beskrevs av George Francis Hampson 1914. Banisia flavidiscalis ingår i släktet Banisia och familjen Thyrididae. Inga underarter finns listade i Catalogue of Life.